# بطارية ليثيوم وكبريت

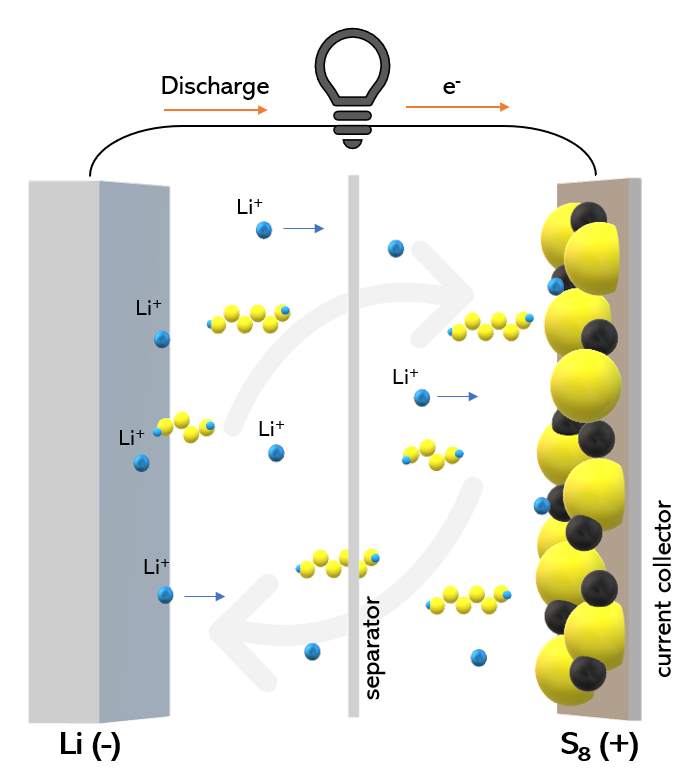
تمثيل تخطيطي لبطارية ليثيوم-كبريت

بطارية ليثيوم-كبريت هي نوع من أنواع البطاريات القابلة للشحن، والتي تتميز بارتفاع طاقتها النوعية.
بسبب انخفاض الوزن الذري لليثيوم، والوزن الذري غير المرتفع للكبريت يجعل من بطارية ليثيوم-كبريت مميزة بخفة الوزن. كما تتميز هذه البطاريات بانخفاض تكلفة تصنيعها.
تستخدم هذه البطارية من أجل تخزين الطاقة مثلما هو الحال في توليد الكهرباء من طاقة الشمس.